# منتخب بلغاريا لاتحاد الرغبي
منتخب بلغاريا الوطني لاتحاد الرغبي (بالبلغارية: Национален отбор по ръгби на България)‏ هو ممثل بلغاريا الرسمي في المنافسات الدولية في اتحاد الرغبي .